# Mats Andersson (finansman)
Mats Andersson, född 1954, är en svensk finansman och fondförvaltare. Efter tidigare uppdrag på Warburg, Deutsche Bank och Skandia Liv tog han över som vd för Fjärde AP-fonden (AP4) där han drev arbetet med att ställa om investeringar på energiområdet till fossilfria aktörer inom ramarna för regeringens direktiv Fossilfritt Sverige som engagerar mer än 200 företag, kommuner, län, regioner, och andra organisationer. Han samarbetade även aktivt med FN för att öka medvetenheten kring de risker klimatförändringen medför ur ett finans- och investeringsperspektiv.
Andersson var en drivkraft bakom projektet Portfolio Decarbonization Coalition (PDC) som grundades och medfinansierades av AP4 tillsammans med FN:s miljöprograms finansinitiativ (UNEP FI), Amundi, och Carbon Disclosure Project (CDP). Initiativet omsattes i praktiken av Andersson genom att låta AP4 kraftigt minska eller helt göra sig av med sitt amerikanska aktieinnehav i företag med högt koldioxidavtryck, kombinerat med en ny strategi för innehav på tillväxtmarknader i företag med lågt avtryck.
Andersson tilldelades 2016 års Chief Investment Officer’s Lifetime Achievement Award. Han rankades 2015 på femte plats på Financial News "100 Most Influential List" i kategorin för pensionsinvesteringar, och samma år på fjärde plats på Sovereign Wealth Fund Institutes "Public Investor 100"-lista.
Han lämnade Fjärde AP-fonden i mars 2016 för att bland annat agera vice styrelseordförande i Global Challenges Foundation med särskilt fokus på global governance och globala katastrofrisker. I december 2016 tillsattes han av regeringen som särskild utredare med "uppdrag att kartlägga hur marknaden för gröna obligationer kan främjas".